# NUAK2
Le NUAK2 (ou SNARK, de son nom complet « NUAK family, SNF1-like kinase, 2 » est une protéine dont le gène est NUAK2 situé sur le chromosome 1 humain.

## Rôles
L'extrémité N-terminal contient un domaine catalytique, suivi d'un domaine associé à l'ubiquitine.
Dans le muscle squelettique, il est activé par la contraction musculaire et régule le transport de glucose. Il interagit avec le MRIP, régulant la tension des fibres d'actine. Il permet également la phosphorylation du MYPT1. Il favorise le maintien de la masse musculaire, son déficit entraînant une apoptose des myocytes.

## En médecine
Son expression est un marqueur de mauvais pronostic dans le mélanome. 
Elle est augmentée en cas d'obésité mais ne semble pas intervenir dans le métabolisme glucidique ou lipidique.